# Бакіла
Бакіла (боб) - єгипетська  міра ваги.
1 бакіла = 4 шамунам = 12 кіратам. Виходячи з того, що єгипетський кірат дорівнює 0,195 грама, вага однієї бакіли становить 2,34 грама.